# تپه اورداردشیر
تپه اورداردشیر در شهرستان قزوین، بخش مرکزی شهرستان قزوین، روستای ککجین واقع شده و این اثر در تاریخ ۲۵ اسفند ۱۳۸۰ با شمارهٔ ثبت ۵۶۰۷ به‌عنوان یکی از آثار ملی ایران به ثبت رسیده است.